# Деклан О'Браєн
Дéклан О'Брáєн (англ. Declan O'Brien; 21 грудня 1962 — 16 лютого 2022) — американський кінопродюсер, режисер та сценарист. Відомий як режисер трьох фільмів із серії «Поворот не туди» (2009—2012). Його робота з Syfy також включала написання сценарію для фільму «Король змій», також він написав сценарій для фільмів «Гарпії» (2007) і «Кам'яний монстр» (2008).
О'Браєн зняв третій, четвертий та п'ятий фільми серії «Поворот не туди» і написав сценарії двох останніх фільмів. 2010 року він зняв фільм жахів «Акулосьминіг».